# 靈甫號驅逐艦
靈甫號驅逐艦，為英國皇家海軍的狩猎级護航驅逐艦，原名为HMS Mendip，第二次世界大戰後於1948年“租借”予中華民國。该艦的命名是為了紀念在第二次國共內戰中在孟良崮戰役殉國的國民革命軍國民革命軍第七十四軍（當時番號為整編第七十四師）師長張靈甫。本艦除了在英國皇家海軍和中華民國海軍服役外，還曾在埃及海軍及以色列海軍服役，直至1972年退役及解體。

## 建造及二戰時期
本艦於1939年8月10日於英國開始建造，1940年4月9日下水，並在同年10月12日完工。
作為一艘護航驅逐艦，本艦於第二次世界大戰期間隸屬英國本土艦隊之第21驱逐舰队，曾在1942年至1944年於北海為二十五艘運輸船護航。

## 租借予中华民国
1948年5月19日在英国朴次茅斯港靈甫號和赠予中华民国政府的重慶號巡洋艦一同举行移交接受典礼，靈甫號艦長为郑天杰。1948年5月26日靈甫號与重慶号一同从英国朴次茅斯港启程回国。根據中英雙方的協議本艦租期應為八年。1949年2月"重慶"号巡洋舰叛逃投奔共产党方面（见重慶號事件），不久"靈甫"号于1949年4月途經香港加油时被英方扣押，5月于香港提前归还给英国。靈甫艦艦長鄭天杰率40余名官兵繼續效忠民国政府，另有官兵77人投奔共产党方面。 

## 后续服役生涯
在1949年11月移交给埃及海軍，1956年第二次中东战争中，该舰前往攻击以色列海法港，被以色列海軍俘获，修复后1957年1月正式编入以色列海军，服役命名为“海法”号，直至1972年退役及解體。

## 相关著作
- 中研院口述历史系列之《郑天杰先生访问纪录》，九州出版社，2012，ISBN：9787510813542